# Hochelaga-Maisonneuve
Pour les articles homonymes, voir Hochelaga-Maisonneuve (homonymie), Hochelaga et Maisonneuve.
Hochelaga-Maisonneuve, est un quartier situé à l'est du centre-ville de Montréal qui fait partie de l'arrondissement de Mercier–Hochelaga-Maisonneuve. C'est un ancien quartier ouvrier francophone qui connaît actuellement un phénomène de gentrification.

## Historique

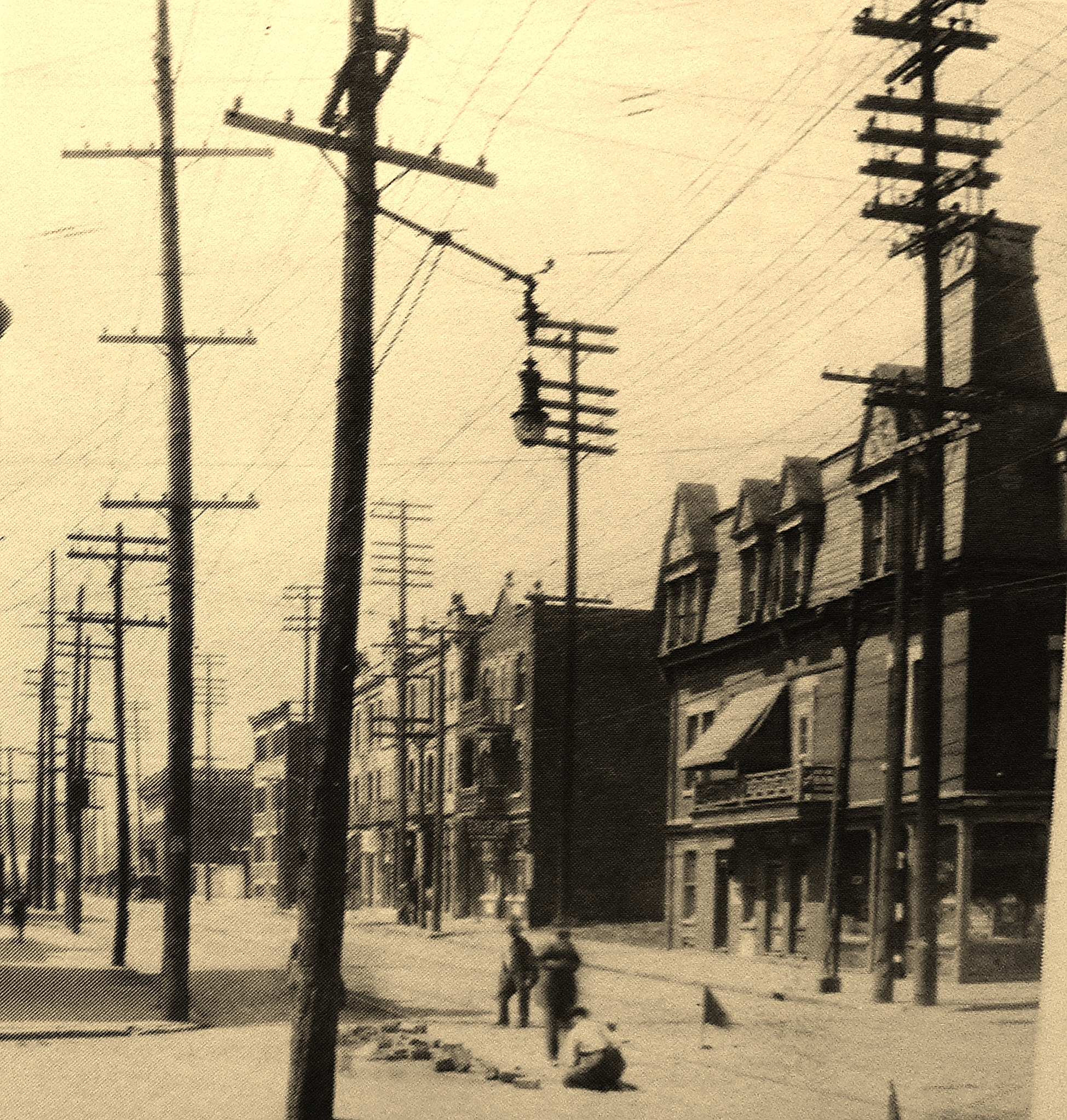
La rue Sainte-Catherine depuis la rue Préfontaine, 1910

Le nom Hochelaga provient de celui d'une bourgade autochtone découverte au flanc du mont Royal par Jacques Cartier en 1535.
La fondation de la paroisse Nativité de la Sainte-Vierge d'Hochelaga remonte à 1867. Son territoire s'étend alors de la rue d'Iberville à l'ouest, au quartier Longue-Pointe (rue Vimont) à l'est. La municipalité d'Hochelaga est constituée en 1875. De 1874 à 1883, le village d'Hochelaga connait un essor important grâce à l'implantation d'importantes industries, dont la compagnie des Moulins à coton Victor Hudon, la Filature Sainte-Anne et la fabrique de tabac W.C. McDonald.
Grâce à cette croissance, Hochelaga passe du statut de village à celui de ville le 30 mars 1883. Cependant, ne pouvant pas rencontrer les dépenses engendrées par la construction nécessaire de rues, d'égouts, etc., la ville est annexée à Montréal lors d'une cérémonie officielle le 22 décembre 1883.
Tout le territoire d'Hochelaga n'est cependant pas annexé. Certains propriétaires fonciers refusent en effet l'annexion et demandent la création d'une nouvelle municipalité : la Ville de Maisonneuve est créée le 27 décembre 1883. Cette municipalité s'étendra à l'est du quartier, de la rue Bourbonnière à la rue Viau. L'ancien hôtel de ville de Maisonneuve, située aux angles du boulevard Pie IX et de la rue Ontario, est aujourd'hui la bibliothèque du quartier.
Maisonneuve avait une vocation surtout résidentielle et la population appartenait majoritairement à la classe ouvrière. Son développement fut néanmoins plus tardif. Pour faciliter davantage le développement économique, Maisonneuve constitue un conseil municipal et accorde aux industries un congé de taxes. Elle devra déclarer faillite, ne pouvant financer l'ampleur de ses ambitions. Avant son annexion par Montréal en 1918, Maisonneuve rivalisait avec Montréal par ses territoires industriels. Après la fermeture de plusieurs usines dans les années 1980, Hochelaga-Maisonneuve eut affaire avec une hausse de la pauvreté, du chômage et de la prostitution,,,. Les années 2010 ont été marquées par une gentrification du quartier.

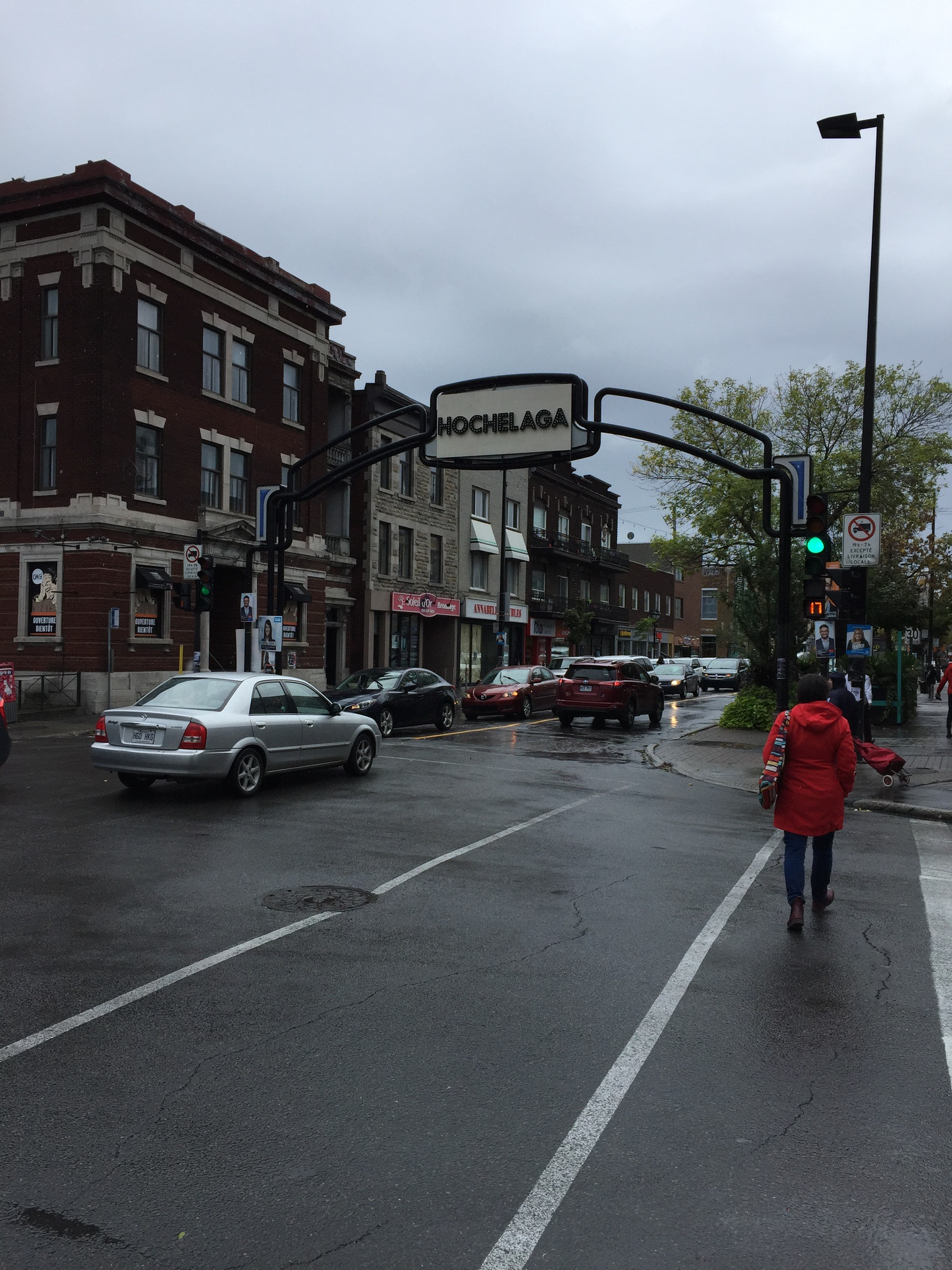
Promenade Ontario, angle Pie IX et Ontario.

## Politique
Hochelaga-Maisonneuve est aussi le nom d'une circonscription électorale provinciale. Alexandre Leduc, en est le député provincial (Québec solidaire). Depuis les élections fédérales de 2025, le quartier se retrouve inclus dans la  circonscription fédérale d'Hochelaga—Rosemont-Est. Marie-Gabrielle Ménard en est la députée fédérale (Parti libéral du Canada).

## Attraits
- Stade olympique de Montréal
- Stade Saputo - Impact de Montreal
- Biodôme
- Cégep de Maisonneuve
- Musée Dufresne-Nincheri
- Édifice de l'American can Co.
- Maison de la culture Maisonneuve
- Bibliothèque Maisonneuve
- Église du Très-Saint-Nom-de-Jésus
- Église du Très-Saint Rédempteur

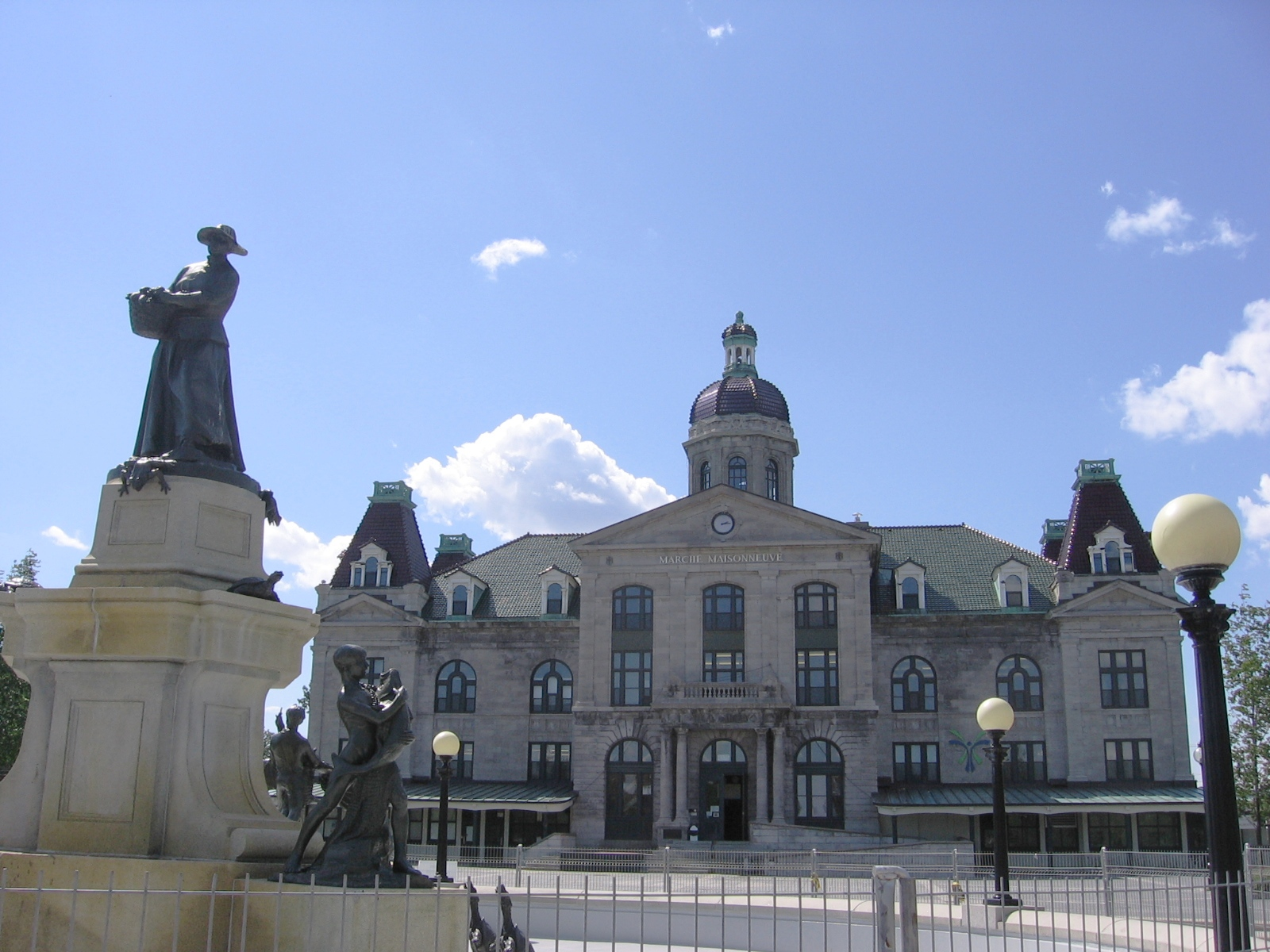
Marché Maisonneuve, dans Hochelaga-Maisonneuve

- Église Nativité-de-la-Sainte-Vierge-d’Hochelaga
- Compagnie Sucre Lantic
- Caserne Letourneux
- Parc Morgan
- Théâtre Denise-Pelletier
- Avenue Morgan
- Marché Maisonneuve
- Bain public Maisonneuve
- Parc Lalancette
- Promenade Ontario
- Promenade Ste-Catherine Est
- École Baril
- Parc Champêtre
- L'arc circulaire

## Stations de métro
- Préfontaine
- Joliette
- Pie-IX
- Viau
- Assomption

## Personnalités
- Diane Dufresne : la chanteuse a grandi sur la rue Aylwin[9] ;
- Marius et Oscar Dufresne, deux frères qui ont fondé la ville de Maisonneuve et habité le Château Dufresne ;
- La Bolduc : elle réside du début des années 1930 à sa mort en 1941 au 1462 puis 529, Avenue Letourneux[10] ;
- Marc-Aurèle Fortin, peintre naturaliste ;
- Guido Nincheri, vitrailliste ;
- Sophie Cadieux, actrice[11] ;
- Francis Bouillon, hockeyeur[12] ;
- Mariana Mazza, humoriste[13] ;
- Laurent Blanchard, ancien maire de Montréal et conseiller d'Hochelaga ;
- Louise Harel, première femme à présider l'Assemblée nationale du Québec ;
- Pénélope McQuade, animatrice[14] ;
- Calamine, rappeuse ;
- Ludivine Reding, actrice[15] ;
- Georges Farah-Lajoie, détective ;
- Jean Coutu, pharmacien qui ouvre, en tant qu'associé avec son cousin, ses deux premières pharmacies sur Sainte-Catherine Est.